# Hermann Gottlieb Friedrich Hartmann
Hermann Gottlieb Friedrich Hartmann (* 22. März 1826 in Ankum bei Osnabrück; † 27. Dezember 1901 in Lintorf) war ein Arzt und Schriftsteller. Hermann Hartmann wurde als Sohn eines Arztes geboren. Er besuchte das Ratsgymnasium Osnabrück von 1840 bis 1845, studierte dann an den Universitäten Heidelberg, Göttingen und Würzburg. Er promovierte und studierte weiter in Berlin und Wien. Ab 1850 arbeitete er als praktischer Arzt. 1874 wurde er zum königlichen Sanitätsrat ernannt.

## Schriften
- Gedichte. Osnabrück: Meinders, 1862
- Das Buch vom Sachsenherzog Wittekind. Minden: Bruns, 1863
- Die Schlacht am Slagvorderberge. Osnabrück, 1867
- Wittekind. Ein vaterländisches Gedicht. Osnabrücks Ehrentempel. Osnabrück, 1868
- Wanderungen durch das Wittekinds- und Wiehengebirge. Osnabrück, 1870
- Bilder aus Westfalen. Sagen, Volks- und Familienfeste, Gebräuche, Volksaberglaube und sonstige Volkstümlichkeiten des ehemaligen Fürstentums Osnabrück. 2 Bde. Osnabrück: Rackhorst 1870f.
- Die Grafschaft Stemwede im Stifte Minden. Rahden: Francke, 1881
- Der Sagenschatz Westfalens. Minden: Bruns, 1884 (mit Otto Weddigen)
- Am römischen Grenzwall. Minden: Bruns, 1895
- Auf der Wittekindsburg. Altsächsische Erzählung. Minden: Bruns, 1895